# Rumäniens damjuniorlandslag i volleyboll
Rumäniens damjuniorlandslag i volleyboll representerar Rumänien i juniorsammanhang på damsidan i volleyboll. Dess lag har deltagit i relativt många mästerskap med två medaljer i U19-EM som främsta meriter.

## Resultat
| Sport | volleyboll |      |
| Resultat |            |      |
| \| Kronologisk resultatlista \| Kronologisk resultatlista \| Kronologisk resultatlista \| \| ------------------------- \| ------------------------- \| ------------------------- \| \| Pos. \| Tävling \| År \| \| \| U20/U21-VM \| 1991 \| \| \| U20/U21-VM \| 1995 \| |            |      |
| Redigera uppgifter i faktarutan |            |      |
| Kronologisk resultatlista |            |      |
| Pos. | Tävling    | År   |
| | U20/U21-VM | 1991 |
| | U20/U21-VM | 1995 |

| Kronologisk resultatlista | Kronologisk resultatlista | Kronologisk resultatlista |
| ------------------------- | ------------------------- | ------------------------- |
| Pos.                      | Tävling                   | År                        |
|                           | U20/U21-VM                | 1991                      |
|                           | U20/U21-VM                | 1995                      |

| Tävling    | Guld | Silver | Brons |
| U19/U20-EM | -    | 1      | 1     |

| Kronologisk resultatlista | Kronologisk resultatlista | Kronologisk resultatlista |
| ------------------------- | ------------------------- | ------------------------- |
| Pos.                      | Tävling                   | År                        |
| 6                         | U19/U20-EM                | 1966                      |
| 7                         | U19/U20-EM                | 1969                      |
| 2                         | U19/U20-EM                | 1971                      |
| 7                         | U19/U20-EM                | 1973                      |
| 9                         | U19/U20-EM                | 1975                      |
| 10                        | U19/U20-EM                | 1977                      |
| 7                         | U19/U20-EM                | 1986                      |
| 3                         | U19/U20-EM                | 1988                      |
| 5                         | U19/U20-EM                | 1990                      |
| 5                         | U19/U20-EM                | 1992                      |
| 8                         | U19/U20-EM                | 1996                      |
| 10                        | U19/U20-EM                | 2022                      |

| Tävling    | Guld | Silver | Brons |
| U19/U20-EM | -    | 1      | 1     |

| Kronologisk resultatlista | Kronologisk resultatlista | Kronologisk resultatlista |
| ------------------------- | ------------------------- | ------------------------- |
| Pos.                      | Tävling                   | År                        |
| 6                         | U19/U20-EM                | 1966                      |
| 7                         | U19/U20-EM                | 1969                      |
| 2                         | U19/U20-EM                | 1971                      |
| 7                         | U19/U20-EM                | 1973                      |
| 9                         | U19/U20-EM                | 1975                      |
| 10                        | U19/U20-EM                | 1977                      |
| 7                         | U19/U20-EM                | 1986                      |
| 3                         | U19/U20-EM                | 1988                      |
| 5                         | U19/U20-EM                | 1990                      |
| 5                         | U19/U20-EM                | 1992                      |
| 8                         | U19/U20-EM                | 1996                      |
| 10                        | U19/U20-EM                | 2022                      |

| Sport | volleyboll |      |
| Resultat |            |      |
| \| Kronologisk resultatlista \| Kronologisk resultatlista \| Kronologisk resultatlista \| \| ------------------------- \| ------------------------- \| ------------------------- \| \| Pos. \| Tävling \| År \| \| 8 \| U18/U19-VM \| 1991 \| \| 9 \| U18/U19-VM \| 1993 \| \| 9 \| U17/U18-EM[11] \| 2017 \| \| 6 \| U18/U19-VM \| 2019 \| \| 6 \| U18/U19-VM[12] \| 2021 \| |            |      |
| Redigera uppgifter i faktarutan |            |      |
| Kronologisk resultatlista |            |      |
| Pos. | Tävling    | År   |
| 8 | U18/U19-VM | 1991 |
| 9 | U18/U19-VM | 1993 |
| 9 | U17/U18-EM | 2017 |
| 6 | U18/U19-VM | 2019 |
| 6 | U18/U19-VM | 2021 |

| Kronologisk resultatlista | Kronologisk resultatlista | Kronologisk resultatlista |
| ------------------------- | ------------------------- | ------------------------- |
| Pos.                      | Tävling                   | År                        |
| 8                         | U18/U19-VM                | 1991                      |
| 9                         | U18/U19-VM                | 1993                      |
| 9                         | U17/U18-EM                | 2017                      |
| 6                         | U18/U19-VM                | 2019                      |
| 6                         | U18/U19-VM                | 2021                      |

| Sport | volleyboll |      |
| Resultat |            |      |
| \| Kronologisk resultatlista \| Kronologisk resultatlista \| Kronologisk resultatlista \| \| ------------------------- \| ------------------------- \| ------------------------- \| \| Pos. \| Tävling \| År \| \| 5 \| U17/U18-EM[13] \| 2018 \| \| 5 \| U17/U18-EM[14] \| 2020 \| \| 15 \| U16/U17-EM[15] \| 2023 \| |            |      |
| Redigera uppgifter i faktarutan |            |      |
| Kronologisk resultatlista |            |      |
| Pos. | Tävling    | År   |
| 5 | U17/U18-EM | 2018 |
| 5 | U17/U18-EM | 2020 |
| 15 | U16/U17-EM | 2023 |

| Kronologisk resultatlista | Kronologisk resultatlista | Kronologisk resultatlista |
| ------------------------- | ------------------------- | ------------------------- |
| Pos.                      | Tävling                   | År                        |
| 5                         | U17/U18-EM                | 2018                      |
| 5                         | U17/U18-EM                | 2020                      |
| 15                        | U16/U17-EM                | 2023                      |

| Webbplats | http://www.frvolei.ro/ |      |
| Sport | volleyboll             |      |
| Resultat |                        |      |
| \| Kronologisk resultatlista \| Kronologisk resultatlista \| Kronologisk resultatlista \| \| ------------------------- \| ------------------------- \| ------------------------- \| \| Pos. \| Tävling \| År \| \| 7 \| U16/U17-EM[16] \| 2017 \| \| 10 \| U16/U17-EM[17] \| 2019 \| \| 12 \| U16/U17-EM[18] \| 2021 \| |                        |      |
| Redigera uppgifter i faktarutan |                        |      |
| Kronologisk resultatlista |                        |      |
| Pos. | Tävling                | År   |
| 7 | U16/U17-EM             | 2017 |
| 10 | U16/U17-EM             | 2019 |
| 12 | U16/U17-EM             | 2021 |

| Kronologisk resultatlista | Kronologisk resultatlista | Kronologisk resultatlista |
| ------------------------- | ------------------------- | ------------------------- |
| Pos.                      | Tävling                   | År                        |
| 7                         | U16/U17-EM                | 2017                      |
| 10                        | U16/U17-EM                | 2019                      |
| 12                        | U16/U17-EM                | 2021                      |